# Lu Chunlong
Lu Chunlong (陸春龍T, 陆春龙S, Lù ChūnlóngP; Jiangyin, 8 aprile 1989) è un ginnasta cinese vincitore della medaglia d'oro ai Giochi olimpici di Pechino 2008 nel trampolino elastico.

## Palmarès
- Giochi olimpici estivi

2008 - Pechino: oro nel trampolino elastico.
2012 - Londra: bronzo nel trampolino elastico.